# Hertigdömet Braunschweig-Lüneburg
Hertigdömet Braunschweig-Lüneburg (på tyska Herzogtum Braunschweig-Lüneburg), egentligen Hertigdömet Braunschweig och Lüneburg (Braunschweig und Lüneburg), var ett tyskt hertigdöme. Det uppstod 1235 som welfarnas egendomar i hertigdömet Sachsen och gavs som riksförläning till Otto Barnet, som var sonson till kejsar Henrik Lejonet. Namnet kom från områdets största städer Braunschweig och Lüneburg.
Hertigdömet delades flera gånger under högmedeltiden. Alla linjer av Huset Welf förde därefter titeln hertig av Braunschweig och Lüneburg. Delfurstendömena existerade fram till det Tysk-romerska kejsardömets upplösning (1806). Efter Wienkongressen (1814) uppstod Kungariket Hannover och Hertigdömet Braunschweig som efterföljare.

## Historia
När Henrik Lejonet blev förklarad fredlös 1180 förlorade titeln hertig av Sachsen och Bayern. Han levde sedan landsflyktig i flera år, men kunde därefter stanna kvar livet ut på de allodialgods han ärvt från moderns sida. För att söka försoning mellan ätterna Hohenstaufen och Welf överlät 1235 Henriks sonson Otto Barnet sina allodier till kejsar Fredrik II och förlänades i gengäld det nygrundade hertigdömet Braunschweig-Lüneburg, som bildats av de direkt överlåtna godsen och ytterligare större områden. Efter hans död 1252 efterträddes han av sönerna Albrekt den store och Johan, som gemensamt övertog regeringen. År 1269 delades hertigdömet, Albrekt fick den södra delen av landet med områdena vid Braunschweig och Johan erhöll den norra delen med egendomar kring Lüneburg. Städerna Braunschweig, till 1671, och Lüneburg, till 1512, kvarblev i hela släktens ägo. Albrekt den stores söner Wilhelm, Albrekt och Henrik lät 1291 i sin tur dela hertigdömet Braunschweig mellan sig i tre delar.

## Delfurstendömenas historia
Hertigdömets och delfurstendömenas vidare historia kännetecknades av talrika delningar och förnyade sammanslagningar. De ständigt återuppståndna delstaterna, som statsrättsligt var furstendömen, fick som regel namn av sina respektive residens. Dynastins olika linjer kunde ärva varandra vid en linjes utslocknande. Under århundradenas lopp uppstod sålunda det gamla, mellersta och nya Huset Braunschweig, liksom det gamla, mellersta och nya Huset Lüneburg. Antalet samtidigt regerande deldynastier fluktuerade mellan två och fem.
Ernst August av Hannover erhöll 1692 kurfurstevärdighet som furste av Braunschweig-Lüneburg, och sedan sonen Georg Ludvig blivit kung av Storbritannien ingick Braunschweig-Lüneburg en personalunion med landet, något som ledde till återkommande konflikter med angränsande länder. Från 1692 kallades kurfurstendömet ofta Hannover. År 1719 förvärvade man Bremen-Verden från Sverige.

## Hertigar av Braunschweig-Lüneburg
| Namn                          | Regering  | Anmärkning                      |
| ----------------------------- | --------- | ------------------------------- |
| Otto Barnet (1204–1252)       | 1235–1252 | Hertig av Braunschweig-Lüneburg |
| Johan (1242–1277)             | 1252–1269 | Hertig av Braunschweig-Lüneburg |
| Albrekt den store (1236–1279) | 1252–1269 | Hertig av Braunschweig-Lüneburg |

Huset Welfs samtliga linjer förde från arvsdelningen 1269 fram till upplösningen av det Heliga romerska riket av tysk nation år 1806 vidare titeln hertig av Braunschweig-Lüneburg.

## Tabell över Braunschweig-Lüneburgs utveckling
| Hertigdömet Sachsen 600-talet–1180               | Hertigdömet Sachsen 600-talet–1180                                    | Hertigdömet Sachsen 600-talet–1180                                    | Hertigdömet Sachsen 600-talet–1180                                    | Hertigdömet Sachsen 600-talet–1180                                    |
| Hertigdömet Braunschweig-Lüneburg 1235–1269      | Hertigdömet Braunschweig-Lüneburg 1235–1269                           | Hertigdömet Braunschweig-Lüneburg 1235–1269                           | Hertigdömet Braunschweig-Lüneburg 1235–1269                           | Hertigdömet Braunschweig-Lüneburg 1235–1269                           |
| Furstendömet Braunschweig 1269–1291              | Furstendömet Braunschweig 1269–1291                                   | Furstendömet Braunschweig 1269–1291                                   | Furstendömet Braunschweig 1269–1291                                   | Furstendömet Lüneburg 1269–1705                                       |
| Furstendömet Braunschweig-Wolfenbüttel 1291–1813 | Furstendömet Braunschweig-Wolfenbüttel 1291–1813                      | Furstendömet Göttingen 1291–1495                                      | Furstendömet Grubenhagen 1291–1617                                    | ~                                                                     |
| ~                                                | Furstendömet Calenberg 1432–1495                                      | ~                                                                     | ~                                                                     | ~                                                                     |
| ~                                                | Furstendömet Calenberg-Göttingen 1495–1692                            | Furstendömet Calenberg-Göttingen 1495–1692                            | uppgick 1617 i Lüneburg, därefter (1665) i Calenberg                  | uppgick 1705 i kurfurstendömet                                        |
| ~                                                | Kurfurstendömet Braunschweig-Lüneburg 1692–1814                       | Kurfurstendömet Braunschweig-Lüneburg 1692–1814                       | Kurfurstendömet Braunschweig-Lüneburg 1692–1814                       | Kurfurstendömet Braunschweig-Lüneburg 1692–1814                       |
| Hertigdömet Braunschweig 1814–1918               | Kungariket Hannover 1814–1866 Provinsen Hannover (Preussen) 1866–1946 | Kungariket Hannover 1814–1866 Provinsen Hannover (Preussen) 1866–1946 | Kungariket Hannover 1814–1866 Provinsen Hannover (Preussen) 1866–1946 | Kungariket Hannover 1814–1866 Provinsen Hannover (Preussen) 1866–1946 |
| Fristaten Braunschweig 1918–1945                 | Provinsen Hannover 1866–1946 Förbundslandet Hannover 1946             | Provinsen Hannover 1866–1946 Förbundslandet Hannover 1946             | Provinsen Hannover 1866–1946 Förbundslandet Hannover 1946             | Provinsen Hannover 1866–1946 Förbundslandet Hannover 1946             |
| Förbundslandet Niedersachsen sedan 1946          | Förbundslandet Niedersachsen sedan 1946                               | Förbundslandet Niedersachsen sedan 1946                               | Förbundslandet Niedersachsen sedan 1946                               | Förbundslandet Niedersachsen sedan 1946                               |
| ------------------------------------------------ | --------------------------------------------------------------------- | --------------------------------------------------------------------- | --------------------------------------------------------------------- | --------------------------------------------------------------------- |